# Bataille de Sanaa (2014-2015)
Pour les articles homonymes, voir bataille de Sanaa.
Guerre civile yéménite
Batailles
- Bataille d'Amran
- 1re Bataille de Sanaa
- Bataille de l'aéroport d'Aden
- 1re Bataille d'Aden
- Bataille de Taëz
- 1re Bataille de Moukalla
- 2e Bataille de Moukalla
- 2e Bataille de Sanaa
- 2e Bataille d'Aden
- Bataille d'al-Hodeïda
- Prise de Socotra
- 3e Bataille d'Aden
- 4e Bataille d'Aden
- Offensive de Najran
- Attaque d'Abqaïq et de Khurais
- Offensive d'Al Bayda
- Offensive d'Al Jawf
- Bataille de Marib

La bataille de Sanaa ou coup d'État yéménite de 2014-2015, est une bataille opposant les loyalistes et les Houthis et qui se déroule de septembre 2014 à janvier 2015,.

## Prélude
En juin 2014, des heurts éclatent entre les forces gouvernementales et des sympathisants de l'ancien président Ali Abdallah Saleh près de la mosquée Saleh.
Le 7 septembre 2014, les Houthis prennent le contrôle de la route menant à l'aéroport international de Sanaa.

## Déroulement
En décembre 2014, les Houthis assiègent le QG du chef d'état-major, Hussein Nagui Khairan, quelques jours après avoir obtenu le départ de son prédécesseur, Ahmed Ali al-Achouel.
Le 19 janvier 2015, le convoi du Premier ministre Khaled Bahah est victime de tirs houthis.
Un cessez-le-feu avait pourtant été signé le 22 janvier 2015 mais les Houthis prirent le palais présidentiel.